# GOOD MORNING メグ
『GOOD MORNING メグ』（グッド モーニング メグ）は、高橋千鶴による日本の漫画。
『なかよし』（講談社）にて1977年10月号から1978年1月号まで連載された。全4話。単行本は同社の講談社コミックスなかよし、KCデラックスよりそれぞれ全1巻。作者にとって初の連載作品。続編として『LET'S SMILE メグ』も発表された。

## 書誌情報
- 高橋千鶴 『GOOD MORNING メグ』 講談社〈講談社コミックスなかよし〉、1978年1月10日第1刷発行、ISBN 4-06-108291-4
  - 表題作のほか、読み切り作品「幸福のベルを鳴らして」が同時収録されている。
- 高橋千鶴 『GOOD MORNING メグ』 講談社〈KCデラックス〉、1998年10月13日第1刷発行、ISBN 4-06-333980-7